# Hôtel de ville de Dublin
L'Hôtel de Ville de Dublin (en anglais : Dublin City Hall, en irlandais : Halla na Cathrach, Baile Atha Cliath), originairement le Royal Exchange, est un bâtiment municipal de Dublin, en Irlande. Il a été construit entre 1769 et 1779, sur les plans de l'architecte Thomas Cooley, et est un exemple notable de l'architecture néoclassique du XVIIIe siècle dans la ville. Utilisé à l'origine par les marchands de la ville, il est aujourd'hui le siège officiel du conseil municipal de Dublin.

## Emplacement

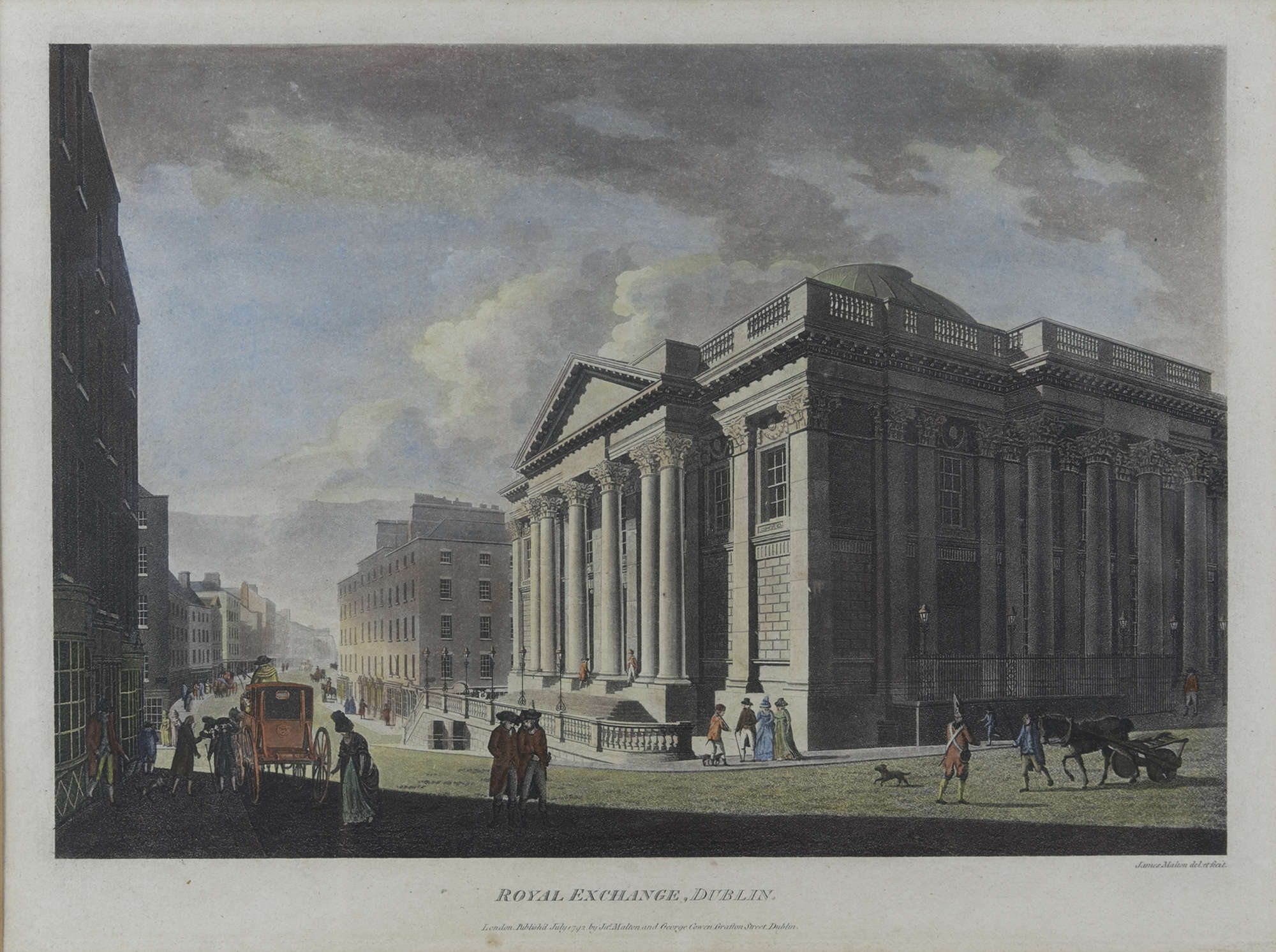
Vue du de la Royal Exchange ; l'une des "vues de Malton sur Dublin"

L'hôtel de ville est situé sur une pente de Dame Street, à l'extrémité sud de Parliament Street, au sud de Dublin. Il se dresse devant une partie du château de Dublin, le centre du gouvernement britannique en Irlande jusqu'en 1922.

## Histoire

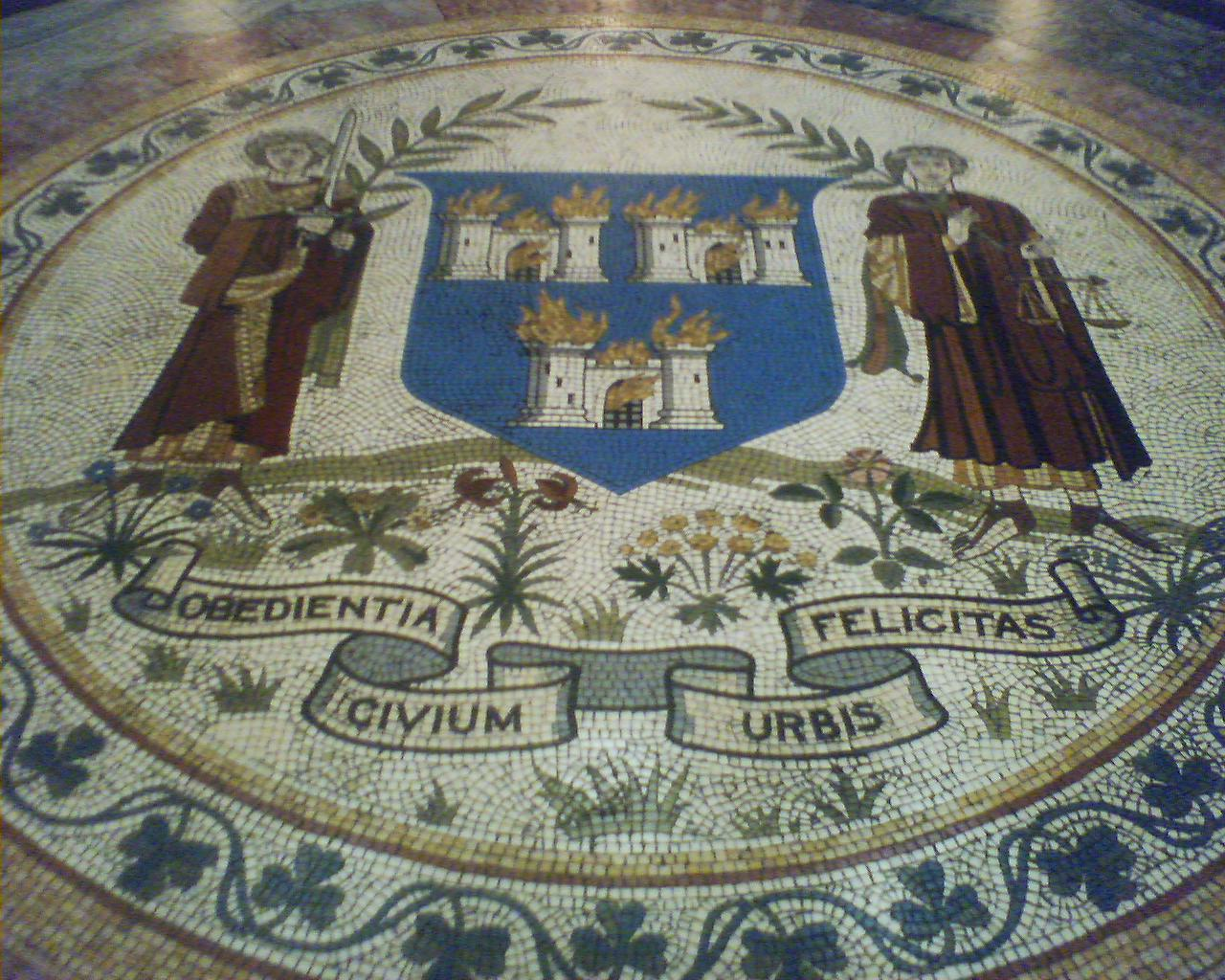
Mosaïque au sol montrant les armoiries et la devise de la ville

La rue du Parlement avait été tracée en 1753, fournissant une continuation de la rue Capel sur la rive nord de la Liffey, à travers le pont Essex nouvellement élargi . Construit à l'origine sous le nom de Royal Exchange, la structure a été conçue par Thomas Cooley, qui avait remporté un concours de conception pour le projet entre 1768 et 1769 .
La fonction du bâtiment était de fournir un lieu de rencontre pour les hommes d'affaires de Dublin. Il était également proche de la douane de l'époque, qui se trouvait sur le site de l'actuel hôtel Clarence, ce qui le rend pratique pour les marchands d'outre-mer. Le coût de construction de l'échange a été pris en charge par le Parlement d'Irlande, et cela est reflété par les initiales « SPQH », signifiant « Senatus PopulusQue Hibernicus », signifiant « Le sénat et le peuple d'Irlande » (une version irlandaise du SPQR romain) .
Le gouvernement de la ville était à l'origine situé dans le Tholsel médiéval au coin de la rue Nicholas et de la place Christchurch, à environ 300 mètres à l'ouest (où se trouve aujourd'hui le «Peace Park»), et avant cela sur le Thingmount, où la rue Suffolk passe maintenant .
En 1815, la balustrade métallique de la bourse s'effondre, en raison de la pression exercée contre elle par une foule, ce qui entraîne la mort de neuf personnes, avec beaucoup plus de blessés. Cela a conduit à des restrictions de foule dans le bâtiment .
Dans les années 1850, la Dublin Corporation a acheté le Royal Exchange et l'a converti pour être utilisé par le gouvernement de la ville. Les changements comprenaient la construction de cloisons autour du déambulatoire, l'ajout d'un nouvel escalier de la rotonde aux étages supérieurs et la subdivision des voûtes pour le stockage. Le 30 septembre 1852, le Royal Exchange fut rebaptisé City Hall lors de la première réunion du conseil municipal de Dublin qui s'y tint ,. Une série de fresques ont été ajoutées plus tard, représentant les régions d'Irlande.
Pendant l'Insurrection de Pâques de 1916, l'hôtel de ville a été utilisé comme garnison pour l'armée citoyenne irlandaise. Sean Connolly a saisi le bâtiment à l'aide d'une clé qu'il a obtenue alors qu'il travaillait au service automobile et avait accès au bâtiment. Il y avait 35 personnes basées ici, principalement des femmes. C'est dans cette zone que la première victime du soulèvement, un garde nommé James O'Brien, s'est produit au château de Dublin et a été abattu par Sean Connolly alors qu'il était de service. Au total, le siège a duré environ 12 heures .

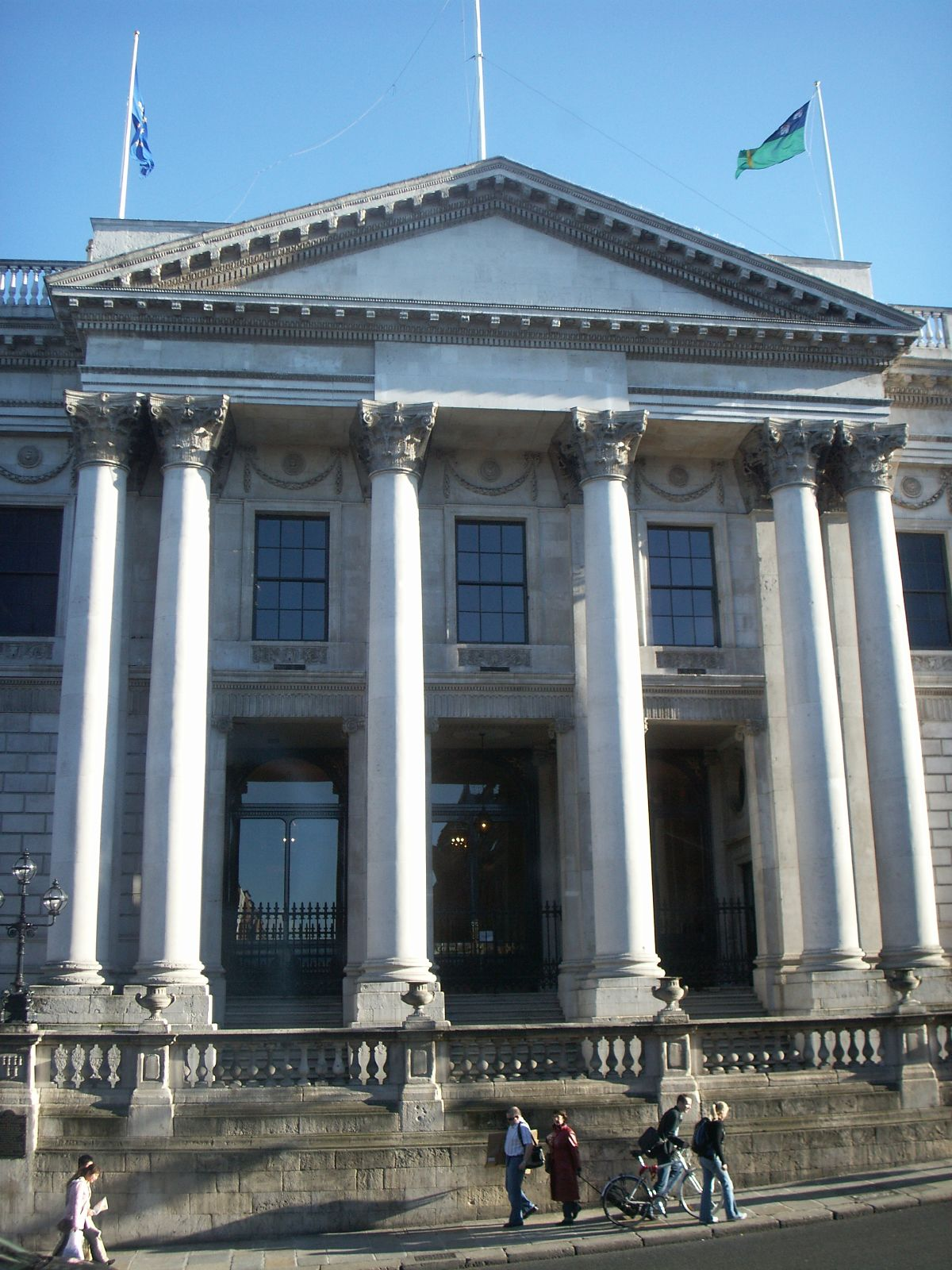
Entrée principale de l'hôtel de ville de Dublin

L'extérieur du bâtiment est principalement constitué de pierre blanche de Portland provenant d'une carrière du Dorset . Les chapiteaux sculptés étaient de Simon Vierpyl et les plâtres en stuc de Charles Thorpe. Le bâtiment néo-classique contient un hall d'entrée central ou Rotonde, avec une grande coupole soutenue par douze colonnes qui sont entourées d'un déambulatoire où les marchands déambulaient et discutaient des réunions d'affaires .

## Utilisation
Certaines réunions du conseil ont lieu en mairie . La Dublin Corporation elle-même a été renommée au début du 21e siècle en Dublin City Council, auparavant le nom de l'assemblée des conseillers uniquement. La plupart du personnel du conseil municipal travaille dans les nouveaux Civic Offices, de style brutaliste, construits de manière controversée à partir de 1979 sur le site d'un monument national, les fondations de la ville viking sur Wood Quay, à proximité.
Il y a une exposition sur l'histoire de la ville de Dublin, intitulée "Dublin City Hall, The Story of the Capital", située dans les voûtes du bâtiment .

## Voir également
- Mansion House, Dublin